# Флуксус
Флуксус (од латинске речи flux – течење) је име међународног неоавангардног уметничког покрета основаног 1962, чији је циљ повезивање припадника екстремне авангарде у Европи и САД. Ова група америчких и европских ликовних уметника, песника, театролога и композитора није поседовала јединствени стилски идентитет, али су њене активности на много начина представљале препород духа дадаизма. Основне идеје и ставови флуксусоваца, засноване на антиуметности и антиестетици, разнородне су, а често и контрадикторне. У покрету је посебно изражена тежња ка синтези разнородних уметничких дисциплина, брисању граница између уметности кроз разноврсне акције и импровизована интермедијална догађања. Као што је приметио један од истраживача и тумача овог покрета флуксус је као и Дада некохерентан и разбијен покрет (...) и о њему ће историја сачувати једино мит, јер је мали број његових манифестација био намењен музеју.
Флуксус је познат по експерименталним доприносима различитим уметничким медијима и дисциплинама и по стварању нових уметничких форми. Ове уметничке форме укључују интермедиje, термин који је сковао уметник флуксуса Дик Хигинс; концептуалну уметност, коју је први развио Хенри Флинт, уметник спорно повезан са флуксусом; и видео уметност, коју су први увели Нам Џун Пајк и Волф Востел. Холандски галериста и ликовни критичар Хари Рухе описује флуксус као „најрадикалнији и најексперименталнији уметнички покрет шездесетих.”
Они су продуцирали „догађаје“, који су укључивали извођења партитура, „Нео-Дада“ музику буке и временски-базирана дела, као и конкретну поезију, визуелну уметност, урбано планирање, архитектуру, дизајн, књижевност и издаваштво. Многи уметници Флуксуса деле антикомерцијалне и антиуметничке сензибилитете. Флуксус се понекад описује као „интермедија”. Идеје и праксе композитора Џона Кејџа имали су велики утицај на Флуксус. Посебно, његова схватања да се треба упустити у уметничко дело без концепције његовог краја, и његово разумевање дела као места интеракције између уметника и публике. Процес стварања био је привилегован у односу на завршни производ. Још један значајан утицај биле су готови предмети Марсела Дишана, француског уметника који је био активан у дадаизму (1916 - око 1922). Џорџ Масијунас, који се у великој мери сматра оснивачем овог флуидног покрета, сковао је име флуксус 1961. године као назив предложеног часописа.
У флуксусу су деловали: Џон Кејџ, Јозеф Бојс, Џорџ Брехт, Јоко Оно, Нам Џун Пајк, Џорџ Мекјунас, Бен Вотје, Волф Фостел, Ерик Андерсен, Роберт Филиу, Кен Фридман и други. Не само да су они били разноврсна заједница сарадника који су утицали једни на друге, већ су они били углавном пријатељи. Они су заједно имали оно што су у то време биле радикалне идеје о уметности и улози уметности у друштву. Укрштене заједнице унутар Флуксуса и начин на који се Флуксус развијао у преклапајућим фазама значило је да су учесници имали врло различите идеје о томе шта је Флуксус. Оснивач флуксуса Џорџ Мациунас предложио је добро познати манифест, али је мало њих сматрало да је Флуксус истински покрет, те стога манифест није у великој мери усвојен. Уместо тога, низ фестивала у Висбадену, Копенхагену, Стокхолму, Амстердаму, Лондону и Њујорку дао је повода лабавој, али снажној заједници са многим сличним веровањима. У складу са репутацијом коју је флуксус стекао као форум експериментисања, неки уметници флуксуса описивали су флуксус као лабораторију. Флуксус је одиграо важну улогу у проширењу онога што се сматра уметношћу.